# Estación de Samstagern
La estación de Samstagern es una estación ferroviaria de la localidad suiza de Samstagern, perteneciente a la comuna suiza de Richterswil, en el Cantón de Zúrich.

## Historia y ubicación
La estación se encuentra ubicada en el este de la localidad de Samstagern, situada al sur de la comuna de Richterswil. Fue inaugurada en 1877 con la apertura de la línea férrea Wädenswil – Einsiedeln por parte del Wädenswil–Einsiedeln-Bahn, que posteriormente sería absorbido por  Schweizerischen Südostbahn (SÖB). Cuenta con dos andenes, uno central y otro lateral, a los que acceden tres vías pasantes a las que hay que sumar la existencia de varias vías muertas para el apartado y estacionamiento de material ferroviario, además de existir un depósito para guardarlo.
En términos ferroviarios, la estación se sitúa en las líneas  Wädenswil – Einsiedeln y Pfäffikon SZ - Arth-Goldau. Sus dependencias ferroviarias colaterales son la estación de Grüenfeld hacia Wädenswil, la estación de Riedmatt en dirección Pfäffikon SZ y la estación de Schindellegi-Feusisberg en dirección Einsiedeln y Arth-Goldau.

## Servicios ferroviarios
Los servicios ferroviarios de esta estación están prestados por SÖB (SudÖstBahn):

### S-Bahn
S-Bahn Zúrich
La estación está integrada dentro de la red de trenes de cercanías S-Bahn Zúrich, donde efectúan parada los trenes de varias líneas perteneciente a S-Bahn Zúrich:
- S 13 Wädenswil – Samstagern – Einsiedeln
- S 40 Rapperswil – Pfäffikon SZ – Samstagern – Einsiedeln